# 자유선언 토요대작전
《자유선언 토요대작전》은 2001년 11월 10일부터 2003년 11월 1일까지 토요일 저녁에 방송되었던 예능 프로그램이다.

## 개요
- 2001년 11월 10일, 토요대작전으로 방송이 시작되었으며, 2002년 3월 30일까지 총 20회 방송했다.
- 2002년 4월 6일, 봄 개편으로 자유선언 토요대작전으로 프로그램 제목이 변경되었으며, 매주 토요일 저녁 6시에 방송되었다.
- 2003년 11월 1일, 주요 출연자가 연예인에 편중되었다는 지적을 받고, 상업 방송과 별 차이가 없는 선정성과 가학성으로 비판을 받았다는 단점을 보완하기 위해 가을 개편으로 프로그램을 폐지하였다.

## 역대 코너

### 으랏차차! 파이팅!
3게임을 펼쳐 대결을 펼치는 코너

### 나의 사랑 나의 신부
신혼부부가 출연해 갖고싶은 혼수상품을 인형뽑기처럼 혼수상품을 넣는 코너

### 산장미팅 장미의 전쟁
산장에서 남자 연예인과 여대생이 출연해 미팅을 하는 코너

## 그 외 코너
- 엘리베이터 대작전
- 후다닥 대작전
- 운수 좋은 날
- 용호상박
- 7공주의 전설
- 매직스쿨
- 갈갈이 패밀리의 호러산장
- Yes I Can 오리엄마
- 최수종의 골든볼

## 타이틀 변천사
| 기수 | 타이틀                 | 방송 기간                           |
| ---- | ---------------------- | ----------------------------------- |
| 1기  | 쇼 토요특급            | 1990년 6월 16일 ~ 1991년 5월 18일   |
| 2기  | 토요 대행진            | 1991년 5월 25일 ~ 1992년 10월 3일   |
| 3기  | 전원집합 토요대행진    | 1992년 10월 10일 ~ 1993년 10월 16일 |
| 4기  | 토요일 7시가 좋다      | 1994년 10월 15일 ~ 1995년 4월 29일  |
| 5기  | 출발 토요대행진        | 1995년 5월 6일 ~ 1996년 3월 2일     |
| 6기  | 토요일 전원출발        | 1996년 3월 9일 ~ 1998년 2월 14일    |
| 7기  | 자유선언 오늘은 토요일 | 1998년 10월 17일 ~ 2001년 4월 28일  |
| 8기  | 쇼 여러분의 토요일     | 2001년 5월 5일 ~ 2001년 11월 3일    |
| 9기  | 자유선언 토요대작전    | 2001년 11월 10일 ~ 2003년 11월 1일  |
| 10기 | 천하무적 토요일        | 2009년 4월 25일 ~ 2010년 12월 25일  |
| 11기 | 자유선언 토요일        | 2011년 6월 4일 ~ 2012년 3월 31일    |

## 같이 보기
- 자유선언 오늘은 토요일(1998.10.17 ~ 2001.4.28)
- 쇼 여러분의 토요일(2001.5.5 ~ 2002.4.6)
- 토요대작전(2002.4.6 ~ 2003.11.3)